# Hugo Hecht
Hugo Hecht (* 23. Juli 1883 in Prag, Österreich-Ungarn; † 1. Februar 1970 in Cleveland) war ein tschechoslowakisch-US-amerikanischer Dermatologe und Venerologe.

## Leben
Hugo Hecht, Mitschüler Franz Kafkas am humanistischen Staatsgymnasium in der Prager Altstadt, widmete sich nach der Matura einem Studium der Medizin an der Karl-Ferdinands-Universität, das er 1906 mit dem Erwerb des akademischen Grades eines Dr. med. abschloss. Nach einer Ausbildung zum Facharzt für Haut- und Geschlechtskrankheiten habilitierte Hugo Hecht sich dort 1919, bevor ihm die außerordentliche Professur für Dermatologie und Syphilidologie übertragen wurde, die er bis 1939 ausfüllte. Daneben bekleidete Hugo Hecht von 1919 bis 1932 das Amt des Generalsekretärs der Deutschen Gesellschaft zur Bekämpfung der Geschlechtskrankheiten in der Tschechoslowakei. Überdies fungierte er von 1919 bis 1931 als erster deutscher kommunistischer Abgeordneter im Prager Stadtrat.
Hecht emigrierte 1939 in die USA, wo er 1940 die Arztlizenz erhielt und 1942 eingebürgert wurde. Beruflich war er bis zu seiner Pensionierung im Alter von über 80 Jahren als Dermatologe am Mount Sinai Hospital in Cleveland tätig. Zudem war Hecht Mitglied der Cleveland Academy of Medicine, der Ohio State Medical Association, der Cleveland Dermatological Society, der American Academy of Dermatology, der Cleveland Astronomical Society sowie anderer professioneller Organisationen.
Hugo Hecht publizierte 195 Beiträge, erschienen in sieben Sprachen, zu den Bereichen Dermatologie, Serologie und Krebsforschung. Einen Namen machte Hecht sich als Entwickler der Hecht-Reaktion, ein demonstratives  Verfahren zum Nachweis von Syphilis, sowie des Hecht-Gradwohl Tests, eine Probe zum Nachweis von Jod im Urin.

## Schriften
- Verbreitung der Geschlechtskrankheiten an den Mittelschulen, Leipzig : J. A. Barth, 1908
- Geschlechtskrankheiten und Alkohol, Berlin : Deutscher Arbeiter-Abstinentenbund, 1914
- Hütet Euch vor Geschlechtskrankheiten! : Ein Mahnruf an die reifere Jugend, Leipzig : J. A. Barth, 1921
- Mit Hans Haustein: Soziale Bedeutung, Bekämpfung, Statistik der Geschlechtskrankheiten, Band 22, In: Handbuch der Haut- und Geschlechtskrankheiten, Berlin : Springer, 1927

## Zeitschriftenbeiträge (Auswahl)
In: Der sozialistische Arzt
- Die Bekämpfung der Geschlechtskrankheiten in der tschechoslowakischen Republik. 6. Jg. (1930), Heft 4, (Oktober), S. 173–178 Digitalisat
- Schwangerschaftsunterbrechung der Proletarierin. Versuch einer Statistik.  8. Jg. (1932) Heft 11–12 (November–Dezember), S. 201–206 Digitalisat

In: Dermatologische Wochenschrift
- Zehn Jahre Abortivbehandlung der Syphilis. In: Dermatologische Wochenschrift. Band 72, 1921, S. 97–103.